# Moulidars
Moulidars és un municipi francès situat al departament del Charente i a la regió de la Nova Aquitània. L'any 2007 tenia 717 habitants.

## Demografia

### Població
El 2007 la població de fet de Moulidars era de 717 persones. Hi havia 262 famílies de les quals 49 eren unipersonals (12 homes vivint sols i 37 dones vivint soles), 92 parelles sense fills, 100 parelles amb fills i 21 famílies monoparentals amb fills.
La població ha evolucionat segons el següent gràfic:
Habitants censats

### Habitatges
El 2007 hi havia 306 habitatges, 276 eren l'habitatge principal de la família, 13 eren segones residències i 18 estaven desocupats. 301 eren cases i 2 eren apartaments. Dels 276 habitatges principals, 236 estaven ocupats pels seus propietaris, 30 estaven llogats i ocupats pels llogaters i 9 estaven cedits a títol gratuït; 1 tenia una cambra, 7 en tenien dues, 28 en tenien tres, 81 en tenien quatre i 158 en tenien cinc o més. 235 habitatges disposaven pel capbaix d'una plaça de pàrquing. A 108 habitatges hi havia un automòbil i a 157 n'hi havia dos o més.

### Piràmide de població
La piràmide de població per edats i sexe el 2009 era:
| Homes | Edats   | Dones |
| ----- | ------- | ----- |
| 0     | 95 o +  | 0     |
| 0     | 90 a 94 | 0     |
| 0     | 85 a 89 | 4     |
| 0     | 80 a 84 | 0     |
| 12    | 75 a 79 | 20    |
| 4     | 70 a 74 | 8     |
| 12    | 65 a 69 | 4     |
| 24    | 60 a 64 | 20    |
| 8     | 55 a 59 | 4     |
| 16    | 50 a 54 | 24    |
| 36    | 45 a 49 | 32    |
| 24    | 40 a 44 | 28    |
| 24    | 35 a 39 | 40    |
| 28    | 30 a 34 | 16    |
| 12    | 25 a 29 | 4     |
| 16    | 20 a 24 | 32    |
| 20    | 15 a 19 | 20    |
| 28    | 10 a 14 | 8     |
| 16    | 5 a 9   | 16    |
| 12    | 0 a 4   | 12    |

## Economia
El 2007 la població en edat de treballar era de 465 persones, 362 eren actives i 103 eren inactives. De les 362 persones actives 330 estaven ocupades (180 homes i 150 dones) i 32 estaven aturades (14 homes i 18 dones). De les 103 persones inactives 41 estaven jubilades, 29 estaven estudiant i 33 estaven classificades com a «altres inactius».

### Ingressos
El 2009 a Moulidars hi havia 273 unitats fiscals que integraven 703 persones, la mediana anual d'ingressos fiscals per persona era de 17.193 €.

### Activitats econòmiques
Dels 22 establiments que hi havia el 2007, 1 era d'una empresa alimentària, 1 d'una empresa de fabricació de material elèctric, 7 d'empreses de construcció, 4 d'empreses de comerç i reparació d'automòbils, 1 d'una empresa de transport, 1 d'una empresa d'informació i comunicació, 2 d'empreses immobiliàries i 5 d'empreses de serveis.
Dels 5 establiments de servei als particulars que hi havia el 2009, 2 eren paletes, 2 lampisteries i 1 empresa de construcció.
L'any 2000 a Moulidars hi havia 39 explotacions agrícoles que ocupaven un total de 1.258 hectàrees.

## Equipaments sanitaris i escolars
El 2009 hi havia una escola elemental integrada dins d'un grup escolar amb les comunes properes formant una escola dispersa.

## Poblacions més properes
El següent diagrama mostra les poblacions més properes.